# 石林铁路
石林铁路，是一条位于河南省安阳市境内的铁路，线路全长约27公里，由中国铁路郑州局集团运营。全线共设有车站五座。石林铁路自安李铁路石涧站引出，向西经过221省道至磊口，经河顺至林州市东北的陵阳，后延伸至林钢。线路自石涧起逐渐进入丘陵地带。
1969年建成通车。2002年客运停办。